# Saturn Awards 2017
La 43ª edizione dei Saturn Awards si è svolta il 28 giugno 2017 a Burbank in California. Le candidature sono state annunciate il 2 marzo 2017.
La cerimonia è stata presentata da Sean Gunn.

## Candidati e vincitori
I vincitori sono indicati in grassetto, a seguire gli altri candidati.

### Film

#### Miglior film di fantascienza
- Rogue One: A Star Wars Story, regia di Gareth Edwards
- Arrival, regia di Denis Villeneuve
- Independence Day - Rigenerazione (Independence Day: Resurgence), regia di Roland Emmerich
- Midnight Special, regia di Jeff Nichols.
- Passengers, regia di Morten Tyldum
- Star Trek Beyond, regia di Justin Lin

#### Miglior film fantasy
- Il libro della giungla (The Jungle Book), regia di Jon Favreau
- Il GGG - Il grande gigante gentile (The BFG), regia di Steven Spielberg
- Animali fantastici e dove trovarli (Fantastic Beasts and Where to Find Them), regia di David Yates
- Ghostbusters, regia di Paul Feig
- Miss Peregrine - La casa dei ragazzi speciali (Miss Peregrine's Home for Peculiar Children), regia di Tim Burton
- Sette minuti dopo la mezzanotte (A Monster Calls), regia di Juan Antonio Bayona
- Il drago invisibile (Pete's Dragon), regia di David Lowery

#### Miglior film horror
- Man in the Dark (Don't Breathe), regia di Fede Álvarez
- Autopsy (The Autopsy of Jane Doe), regia di André Øvredal
- The Conjuring - Il caso Enfield (The Conjuring 2), regia di James Wan
- Demon, regia di Marcin Wrona
- Ouija - L'origine del male (Ouija: Origin of Evil), regia di Mike Flanagan
- Train to Busan (Busanhaeng, 부산행), regia di Yeon Sang-ho
- The Witch, regia di Robert Eggers

#### Miglior film thriller
- 10 Cloverfield Lane, regia di Dan Trachtenberg.
- The Accountant, regia di Gavin O'Connor
- La ragazza del treno (The Girl on the Train), regia di Tate Taylor
- Hell or High Water, regia di David Mackenzie
- Jason Bourne, regia di Paul Greengrass
- Paradise Beach - Dentro l'incubo (The Shallows), regia di Jaume Collet-Serra
- Split, regia di M. Night Shyamalan

#### Miglior film d'azione/avventura
- Il diritto di contare (Hidden Figures), regia di Theodore Melfi
- Allied - Un'ombra nascosta (Allied), regia di Robert Zemeckis
- Gold - La grande truffa (Gold), regia di Stephen Gaghan
- La battaglia di Hacksaw Ridge (Hacksaw Ridge), regia di Mel Gibson
- The Legend of Tarzan, regia di David Yates
- I magnifici 7 (The Magnificent Seven), regia di Antoine Fuqua
- The Nice Guys, regia di Shane Black

#### Migliore trasposizione da fumetto a film
- Doctor Strange, regia di Scott Derrickson
- Batman v Superman: Dawn of Justice, regia di Zack Snyder
- Captain America: Civil War, regia di Anthony e Joe Russo
- Deadpool, regia di Tim Miller
- Suicide Squad, regia di David Ayer
- X-Men - Apocalisse (X-Men: Apocalypse), regia di Bryan Singer

#### Miglior attore
- Ryan Reynolds – Deadpool
- Benedict Cumberbatch – Doctor Strange
- Chris Evans – Captain America: Civil War
- Matthew McConaughey – Gold - La grande truffa (Gold)
- Chris Pine – Star Trek Beyond
- Chris Pratt – Passengers
- Mark Rylance – Il GGG - Il grande gigante gentile (The BFG)

#### Miglior attrice
- Mary Elizabeth Winstead – 10 Cloverfield Lane
- Amy Adams – Arrival
- Emily Blunt – La ragazza del treno (The Girl on the Train)
- Taraji P. Henson – Il diritto di contare (Hidden Figures)
- Felicity Jones – Rogue One: A Star Wars Story
- Jennifer Lawrence – Passengers
- Narges Rashidi – L'ombra della paura (زیر سایه)

#### Miglior attore non protagonista
- John Goodman – 10 Cloverfield Lane
- Chadwick Boseman – Captain America: Civil War
- Dan Fogler – Animali fantastici e dove trovarli (Fantastic Beasts and Where to Find Them)
- Diego Luna – Rogue One: A Star Wars Story
- Zachary Quinto – Star Trek Beyond
- Christopher Walken – Il libro della giungla (The Jungle Book)

#### Miglior attrice non protagonista
- Tilda Swinton – Doctor Strange
- Betty Buckley – Split
- Bryce Dallas Howard – Gold - La grande truffa (Gold)
- Scarlett Johansson – Captain America: Civil War
- Kate McKinnon – Ghostbusters
- Margot Robbie – Suicide Squad

#### Miglior attore emergente
- Tom Holland – Captain America: Civil War
- Ruby Barnhill – Il GGG - Il grande gigante gentile (The BFG)
- Julian Dennison – Selvaggi in fuga (Hunt for the Wilderpeople)
- Lewis MacDougall – Sette minuti dopo la mezzanotte (A Monster Calls)
- Neel Sethi – Il libro della giungla (The Jungle Book)
- Anya Taylor-Joy – The Witch

#### Miglior regia
- Gareth Edwards – Rogue One: A Star Wars Story
- Scott Derrickson – Doctor Strange
- Jon Favreau – Il libro della giungla (The Jungle Book)
- Anthony e Joe Russo – Captain America: Civil War
- Bryan Singer – X-Men - Apocalisse (X-Men: Apocalypse)
- Steven Spielberg – Il GGG - Il grande gigante gentile (The BFG)
- Denis Villeneuve – Arrival

#### Miglior sceneggiatura
- Eric Heisserer - Arrival
- Melissa Mathison (postumo) - Il GGG - Il grande gigante gentile (The BFG)
- Rhett Reese e Paul Wernick - Deadpool
- Jon Spaihts, Scott Derrickson e C. Robert Cargill - Doctor Strange
- Taylor Sheridan - Hell or High Water
- Chris Weitz e Tony Gilroy - Rogue One: A Star Wars Story

#### Miglior montaggio
- Michael Kahn - Il GGG - Il grande gigante gentile (The BFG)
- Stefan Grube - 10 Cloverfield Lane
- Joe Walker - Arrival
- Jeffrey Ford e Matthew Schmidt - Captain America: Civil War
- Mark Livolsi - Il libro della giungla (The Jungle Book)
- John Gilroy, Colin Goudie e Jabez Olssen - Rogue One: A Star Wars Story

#### Miglior scenografia
- Rick Carter e Robert Stromberg - Il GGG - Il grande gigante gentile (The BFG)
- Owen Paterson - Captain America: Civil War
- Charles Woods - Doctor Strange
- Stuart Craig - Animali fantastici e dove trovarli (Fantastic Beasts and Where to Find Them)
- Guy Hendrix Dyas - Passengers
- Doug Chiang e Neil Lamont - Rogue One: A Star Wars Story

#### Miglior colonna sonora
- Justin Hurwitz - La La Land
- John Williams - Il GGG - Il grande gigante gentile (The BFG)
- Michael Giacchino - Doctor Strange
- James Newton Howard - Animali fantastici e dove trovarli (Fantastic Beasts and Where to Find Them)
- Thomas Newman - Passengers
- Michael Giacchino - Rogue One: A Star Wars Story

#### Miglior costumi
- Colleen Atwood - Animali fantastici e dove trovarli (Fantastic Beasts and Where to Find Them)
- Colleen Atwood - Alice attraverso lo specchio (Alice Through the Looking Glass)
- Joanna Johnston - Il GGG - Il grande gigante gentile (The BFG)
- Alexandra Byrne - Doctor Strange
- Sang-gyeong Jo - Agassi (아가씨)
- David Crossman e Glyn Dillon - Rogue One: A Star Wars Story

#### Miglior trucco
- Joel Harlow e Monica Huppert - Star Trek Beyond
- Jeremy Woodhead - Doctor Strange
- Nick Knowles - Animali fantastici e dove trovarli (Fantastic Beasts and Where to Find Them)
- Amy Byrne - Rogue One: A Star Wars Story
- Allan Apone, Jo-Ann MacNeil e Marta Roggero - Suicide Squad
- Charles Carter, Rita Ciccozzi e Rosalina Da Silva - X-Men - Apocalisse (X-Men: Apocalypse)

#### Migliori effetti speciali
- John Knoll, Mohen Leo, Hal Hickel e Neil Corbould - Rogue One: A Star Wars Story
- Louis Morin e Ryal Cosgrove - Arrival
- Joe Letteri e Joel Whist - Il GGG - Il grande gigante gentile (The BFG)
- Stephane Ceretti, Richard Bluff e Vincent Cirelli - Doctor Strange
- Tim Burke, Christian Manz e David Watkins - Animali fantastici e dove trovarli(Fantastic Beasts and Where to Find Them)
- Robert Legato, Adam Valdez, Andrew R. Jones e Dan Lemmon - Il libro della giungla (The Jungle Book)

#### Miglior film indipendente
- La La Land, regia di Damien Chazelle
- Il diritto di uccidere (Eye in the Sky), regia di Gavin Hood
- Selvaggi in fuga (Hunt for the Wilderpeople), regia di Taika Waititi
- Lion - La strada verso casa (Lion), regia di Garth Davis.
- The Ones Below, regia di David Farr
- Remember, regia di Atom Egoyan

#### Miglior film internazionale
- Agassi (아가씨), regia di Park Chan-wook ( Corea del Sud)
- Elle, regia di Paul Verhoeven ( Francia/ Germania/ Belgio)
- In ordine di sparizione (Kraftidioten), regia di Hans Petter Moland ( Svezia/ Norvegia)
- Mei Ren Yu (美人鱼), regia di Stephen Chow ( Cina)
- Shin Godzilla (シン・ゴジラ Shin Gojira), regia di Hideaki Anno e Shinji Higuchi ( Giappone)
- L'ombra della paura (زیر سایه), regia di Babak Anvari ( Iran/ Giordania/ Qatar)

#### Miglior film d'animazione
- Alla ricerca di Dory (Finding Dory), regia di Andrew Stanton
- Kingsglaive: Final Fantasy XV, regia di Takeshi Nozue
- Oceania (Moana), regia di Ron Clements e John Musker
- Sing, regia di Garth Jennings
- Trolls, regia di Mike Mitchell e Walt Dohrn
- Zootropolis (Zootopia), regia di Byron Howard e Rich Moore

### Televisione

#### Miglior serie televisiva di fantascienza
- Westworld - Dove tutto è concesso (Westworld)
- The 100
- Colony
- The Expanse
- Falling Water
- Incorporated
- Timeless

#### Miglior serie televisiva fantasy
- Outlander
- Beyond
- Il trono di spade (Game of Thrones)
- The Good Place
- Lucifer
- The Magicians
- Preacher

#### Miglior serie televisiva horror
- The Walking Dead
- American Horror Story: Roanoke
- Ash vs Evil Dead
- The Exorcist
- Fear the Walking Dead
- Teen Wolf
- The Vampire Diaries

#### Miglior serie televisiva d'azione/thriller
- Riverdale
- Animal Kingdom
- Bates Motel
- Designated Survivor
- The Librarians
- Mr. Robot
- Underground

#### Miglior serie televisiva di supereroi
- Supergirl
- Agents of S.H.I.E.L.D.
- Arrow
- The Flash
- Gotham
- Legion

#### Miglior serie televisiva new media
- Luke Cage (ex aequo)
- Stranger Things
- Bosch
- Daredevil
- L'uomo nell'alto castello (The Man in the High Castle)
- Una serie di sfortunati eventi (A Series of Unfortunate Events)

#### Miglior attore in una serie televisiva
- Andrew Lincoln – The Walking Dead
- Bruce Campbell – Ash vs Evil Dead
- Mike Colter – Luke Cage
- Charlie Cox – Daredevil
- Grant Gustin – The Flash
- Sam Heughan – Outlander
- Freddie Highmore – Bates Motel

#### Miglior attrice in una serie televisiva
- Melissa Benoist – Supergirl
- Caitriona Balfe – Outlander
- Kim Dickens – Fear the Walking Dead
- Vera Farmiga – Bates Motel
- Lena Headey – Il trono di spade (Game of Thrones)
- Sarah Paulson – American Horror Story: Roanoke
- Winona Ryder – Stranger Things

#### Miglior attore non protagonista in una serie televisiva
- Ed Harris – Westworld - Dove tutto è concesso (Westworld)
- Linden Ashby – Teen Wolf
- Mehcad Brooks – Supergirl
- Kit Harington – Il trono di spade (Game of Thrones)
- Lee Majors – Ash vs Evil Dead
- Norman Reedus – The Walking Dead
- Jeffrey Wright – Westworld - Dove tutto è concesso (Westworld)

#### Miglior attrice non protagonista in una serie televisiva
- Candice Patton – The Flash
- Kathy Bates – American Horror Story: Roanoke
- Danai Gurira – The Walking Dead
- Melissa McBride – The Walking Dead
- Thandie Newton –  Westworld - Dove tutto è concesso (Westworld)
- Adina Porter – American Horror Story: Roanoke
- Evan Rachel Wood –  Westworld - Dove tutto è concesso (Westworld)

#### Miglior guest star in una serie televisiva
- Jeffrey Dean Morgan – The Walking Dead
- Ian Bohen – Teen Wolf
- Tyler Hoechlin – Supergirl
- Anthony Hopkins –  Westworld - Dove tutto è concesso (Westworld)
- Leslie Jordan – American Horror Story: Roanoke
- Dominique Pinon – Outlander

#### Miglior giovane attore in una serie televisiva
- Millie Bobby Brown – Stranger Things
- KJ Apa – Riverdale
- Max Charles – The Strain
- Alycia Debnam-Carey – Fear the Walking Dead
- Lorenzo James Henrie – Fear the Walking Dead
- Chandler Riggs – The Walking Dead

#### Miglior presentazione in televisione
- 22.11.63 (11.22.63)
- Channel Zero
- Doctor Who
- Marte (Mars)
- The Night Manager
- Rats

#### Miglior serie o film TV animato
- Star Wars Rebels
- BoJack Horseman
- I Griffin (Family Guy)
- Il piccolo principe (Le Petit Prince)
- I Simpson (The Simpsons)
- Trollhunters

### Home video

#### Miglior DVD/Blu-ray (film)
- Tales of Halloween
- Cane mangia cane (Dog Eat Dog)
- The Girl
- The Lobster
- L'uomo che vide l'infinito (The Man Who Knew Infinity)
- Goksung - La presenza del diavolo (곡성; Gok-seong)

#### Miglior DVD/Blu-ray (serie TV)
- Hannibal: The Complete Series Collection
- Banshee - La città del male: The Final Season
- Mr. Robot: Season 2.0
- Salem's Lot
- Star Trek: The Animated Series
- Versailles: Season One

#### Miglior edizione speciale DVD/Blu-ray
- Fantasmi (Phantasm)
- Batman v Superman: Dawn of Justice
- Le colline hanno gli occhi (The Hills Have Eyes)
- Il gigante di ferro (The Iron Giant)
- Mad Max: Fury Road
- Doppia personalità (Raising Cain)

#### Miglior edizione DVD/Blu-ray di un film classico
- L'uomo venuto dall'impossibile (Time After Time)
- Destino (Der müde Tod)
- Il cervello di Donovan (Donovan's Brain)
- Attacco alla base spaziale U.S. (Gog)
- Destinazione... Terra! (It Came from Outer Space)
- Quella strana ragazza che abita in fondo al viale (The Little Girl Who Lives Down the Lane)

#### Miglior collezione DVD/Blu-ray
- Frankenstein: Complete Legacy Collection
- Buster Keaton Shorts 1917–23
- Herschell Gordon Lewis Feast
- Marx Brothers Silver Screen Collection
- Pioneers of African American Cinema
- The Wolf Man: Complete Legacy Collection

## Premi speciali
- The Life Career Award: Lee Majors
- The Visionary Award: Akiva Goldsman
- The Filmmakers Showcase Award: Rick Jaffa e Amanda Silver
- The Breakthrough Performance Award: KJ Apa
- The Special Recognition Award: Heavy Metal